# Estadio Farid Richa
Het Estadio Farid Richa is een multifunctioneel stadion in Barquisimeto, een stad in Venezuela. 
Het stadion wordt vooral gebruikt voor voetbalwedstrijden, de voetbalclub Unión Lara maakt gebruik van dit stadion. In het stadion is plaats voor 12.480 toeschouwers. Het stadion werd geopend in 1963 en gerenoveerd in 2001.